# San Sebastiano (Bernini)
Il San Sebastiano di Gian Lorenzo Bernini è conservato presso il Museo Thyssen-Bornemisza di Madrid.

## Storia e descrizione
La statua di commissionario barberiniana fu pagata cinquanta scudi il 29 dicembre del 1617 ed era destinata probabilmente alla cappellina privata di San Sebastiano attigua a quella dei Barberini nella basilica di Sant'Andrea della Valle di Roma, sul luogo dove, secondo l'agiografia, il corpo del santo fu ritrovato dentro la Cloaca Maxima.
L'opera rappresenta uno dei momenti di svolta nella formazione dello scultore, verso un indirizzo autonomo del suo stile rispetto a quello del padre.
La forma del corpo si abbandona in maniera piuttosto languida al peso e all'agonia e mostra una certa somiglianza con le immagini del Cristo in "Pietà" di derivazione michelangiolesca, come nella Pietà Bandini, che diverranno nella seconda metà del XVI secolo e nel successivo modelli abituali anche per la pittura. Bernini era stato incaricato dal committente Vincenzo Giustiniani di terminare una statua non finita di Michelangelo, e negli anni della sua formazione oltre alla pittura contemporanea e alla scultura ellenistica, l'arte di Michelangelo fu per lui una fonte di ispirazione.
Il dramma del martirio del santo è attenuato dalla morbidezza del modellato, che ricorda anche la pittura correggesca e quella più recente di Rubens, da pochi anni comparsa a Roma, nel modo attenuato con cui la luce si posa sulla superficie esaltando anche l'anatomia, dona a quest'opera una qualità chiaroscurale notevole. Per la prima volta una scultura di Bernini privilegia la visione da un lato preciso, il destro, dal quale si può osservare pienamente l'andamento cadente del corpo del martire. Nel corso di tutta la sua carriera Bernini sia nelle opere scultoree che architettoniche curerà con molta precisione la qualità ottica delle sue creazioni che mostrano sempre un punto di vista privilegiato.
La scultura si trova esposta al Museo Thyssen-Bornemisza di Madrid come prestito a lunga scadenza da una collezione privata.